# Psathyrellaceae
Psathyrellaceae (Rytas Vilgalys, Juan Rodriguez Moncalvo și Scott Alan Redhead, 2001) este o familie de ciuperci din încrengătura Basidiomycota, în clasa Agaricomycetes și ordinul Agaricales. Multe specii au fost clasificate pe vremuri în alte familii ca de exemplu în astăzi desființata familie Coprinaceae. În prezent (2019) aparțin 13 genuri familiei, incluzând peste 1100 specii. Tipul de gen este Psathyrella.
Numele generic se trage din diminutivul cuvântului din limba greacă veche (greacă ψαθυρος=friabil).

## Istoric
Familia de fungi Psathyrellaceae a fost determinată de către micologii Rytas Vilgalys, Juan Rodriguez Moncalvo și Scott Alan Redhead în jurnalul Taxon, volumul 50, numărul 1, din 2001.

## Taxonomie

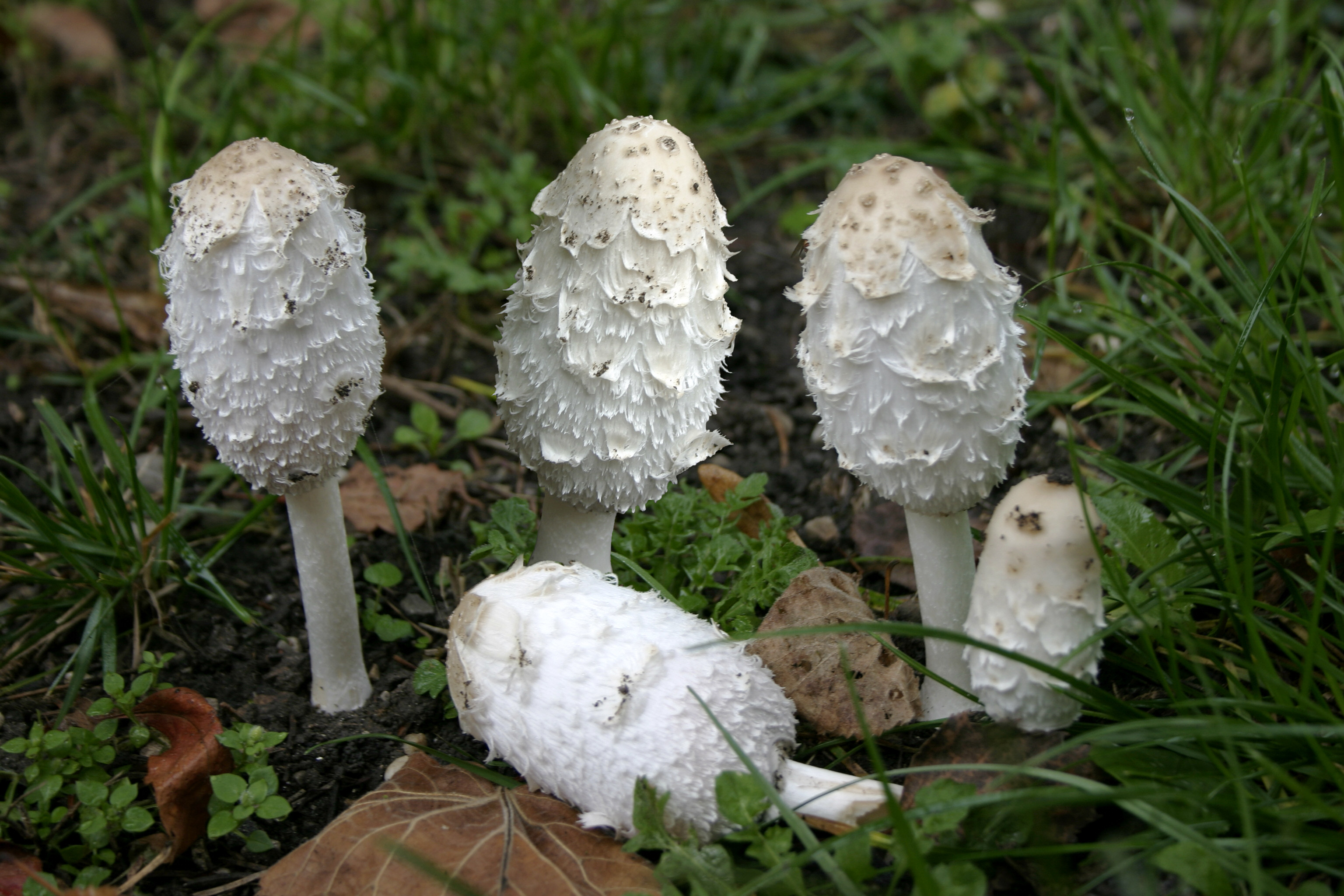
Coprinus comatus

Până în anul 2001, a existat familia de ciuperci Coprinaceae, cuprinzând și toate ciupercile de cerneală ale genului Coprinus Pers. (1797). 
Dar, în 2001, micologii Rytas Vilgalys, Juan Rodriguez Moncalvo și Scott A. Redhead au dovedit pe baza studiilor lor moleculare și ADN că genul Coprinaceae sensu lato a fost polifiletic. De acea au desființat familia Coprinaceae și au introdus noua familie  Psathyrellaceae, adăugând genurile Coprinellus P.Karst. (1879) , Coprinopsis (Bull.) P.Karst. (1881), genurile Lacrymaria  Pat. (1887)  și Psathyrella  (Fr.) Quél. (1872) care nu autorizează precum nou creatul gen dintr-o parte a Coprinopsis, anume Parasola, Redhead Vilgalys Hopple (2001). 
Genul Coprinus a fost transferat la familia Agaricaceae, fiind înrudit cu acea mult mai apropiată, iar genul Panaeolus (Fr.) Quél. (1872) la familia Bolbitiaceae. În urmare au fost făcute mai multe împărțiri și dislocări de genuri care dețin doar una până 3 specii, una cu opt.

## Descriere

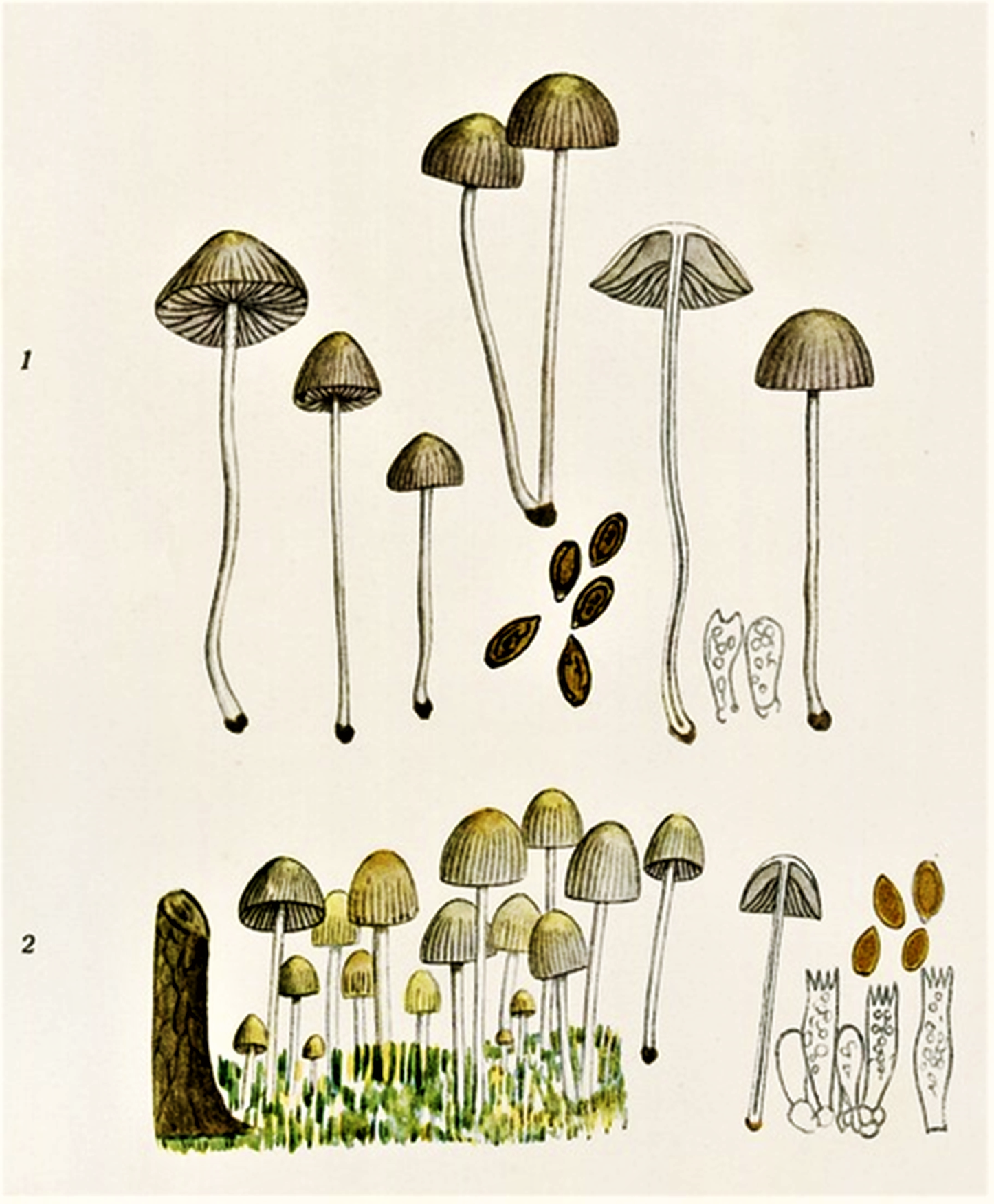
Bres.: Psathyrella atomata și Coprinellus disseminatus

Psathyrellaceae apar adesea în habitate bogate în azot, prin gunoi, pe bălegar, lemn moale deteriorat, prin peluze și soluri de grădină. Sunt în întregime ciuperci saprofite.
Familia dispune de un corp fructifer destul de firav și fragil. O trăsătură caracteristică a unor specii este aluzia rapidă a acestora la maturitatea sporilor. Toate au o pălărie tânără, în formă de ghindă sau de clopot, ulterior aplatizată cu marginea răsucită în sus, din care aproximativ 50 la sută se topesc la bătrânețe. 
Lamelele sunt dense și subțiri, slab aderate la picior, inițial albe până la ocru deschis, devenind mai târziu peste roz maro închis la negru. 
Piciorul este amenajat mereu în mijlocul pălăriei, fiind în proporție subțire dar destul de lung și gol pe dinăuntru. Coloritul este albicios sau asemănător celui al pălăriei.
Majoritatea basidiosporilor Psathyrellaceae au pori germinali, iar pigmentul din pereții lor se înroșește în acid sulfuric concentrat. Imprimeul sporilor este de culoare închisă, preponderent neagră, dar la diverse specii sunt maro închis, rareori roșiatice sau chiar pastelate. 
Aproximativ 50% din specii produc corpuri fructifere care se dizolvă la maturitatea sporilor, asemănând atunci cu cerneală.
Speciile genurilor de tip Psathyrella și Lacrymaria produc corpuri de fructificare care nu se lichidează prin auto-digestie. Psathyrella a rămas un gen polifiletic până când a fost împărțit în mai multe genuri, inclusiv 3 noi în 2015. Genul Lacrymaria se caracterizează prin basidiospori aspri și margini lamelare care emană perle de lichid limpede atunci când sunt tinere, de unde și referința greco-latină lacryma.

## Sistematică
Între timp aparțin 13 genuri cu peste 1100 specii familiei, anume: 
| - Coprinellus P.Karst. (1879) cu 79 specii - Coprinopsis P.Karst. (1881) cu 165 specii - Cystoagaricus Singer (1947) cu 8 specii - Gasteroagaricoides D.A.Reid (1986) cu 1 specie - Homophron (Britzelm.) Örstadius & E. Larss. (2015) cu 1 specie - Hormographiella Guarro & Gené (1992) cu 3 specii - Kauffmania Örstadius & E. Larss. (2015) cu 1 specie | - Lacrymaria Pat. (1887) cu 16 specii - Palaeocybe Dörfelt & B. Striebich (2000) cu 1 specie - Parasola Redhead Vilgalys Hopple (2001) cu 33 specii - Psathyrella (Fr.) Quél. (1872) cu 887 specii - Macrometrula Donk & Singer (1948) cu 1 specie - Typhrasa Örstadius & E. Larss. (2015) cu 2 specii |

## Specii din genurile familiei în imagini

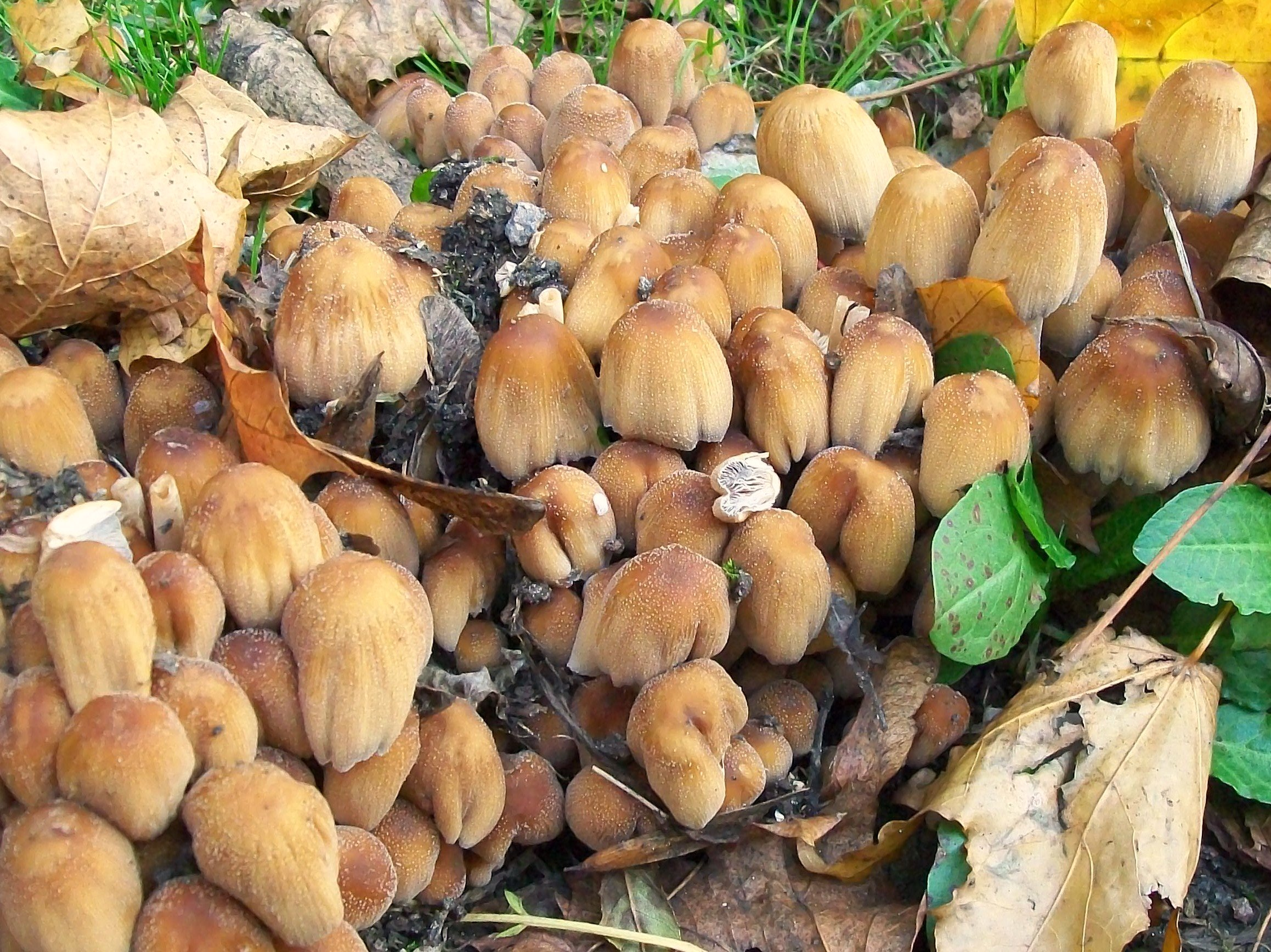
Coprinellus micaceus
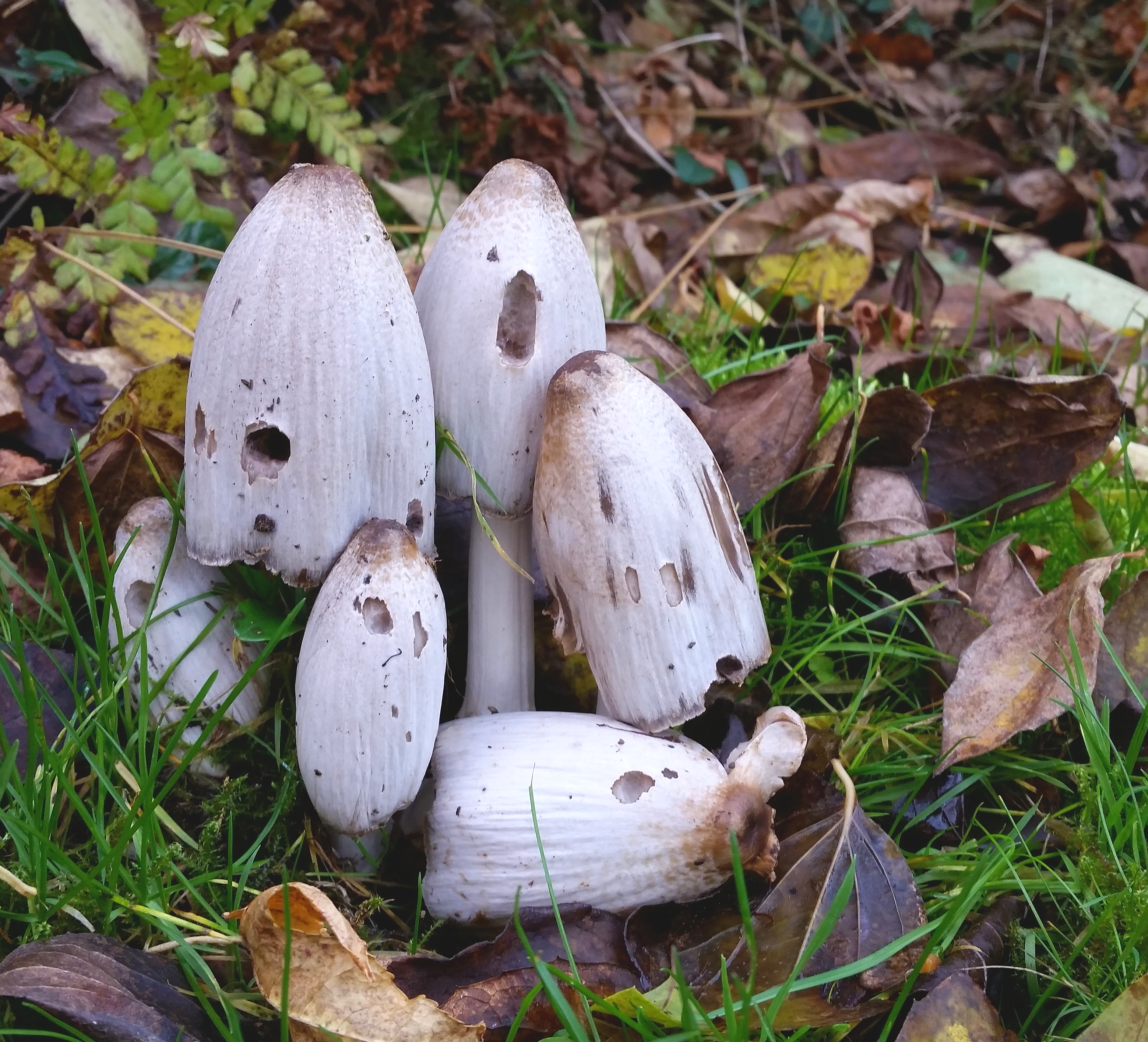
Coprinopsis atramentaria
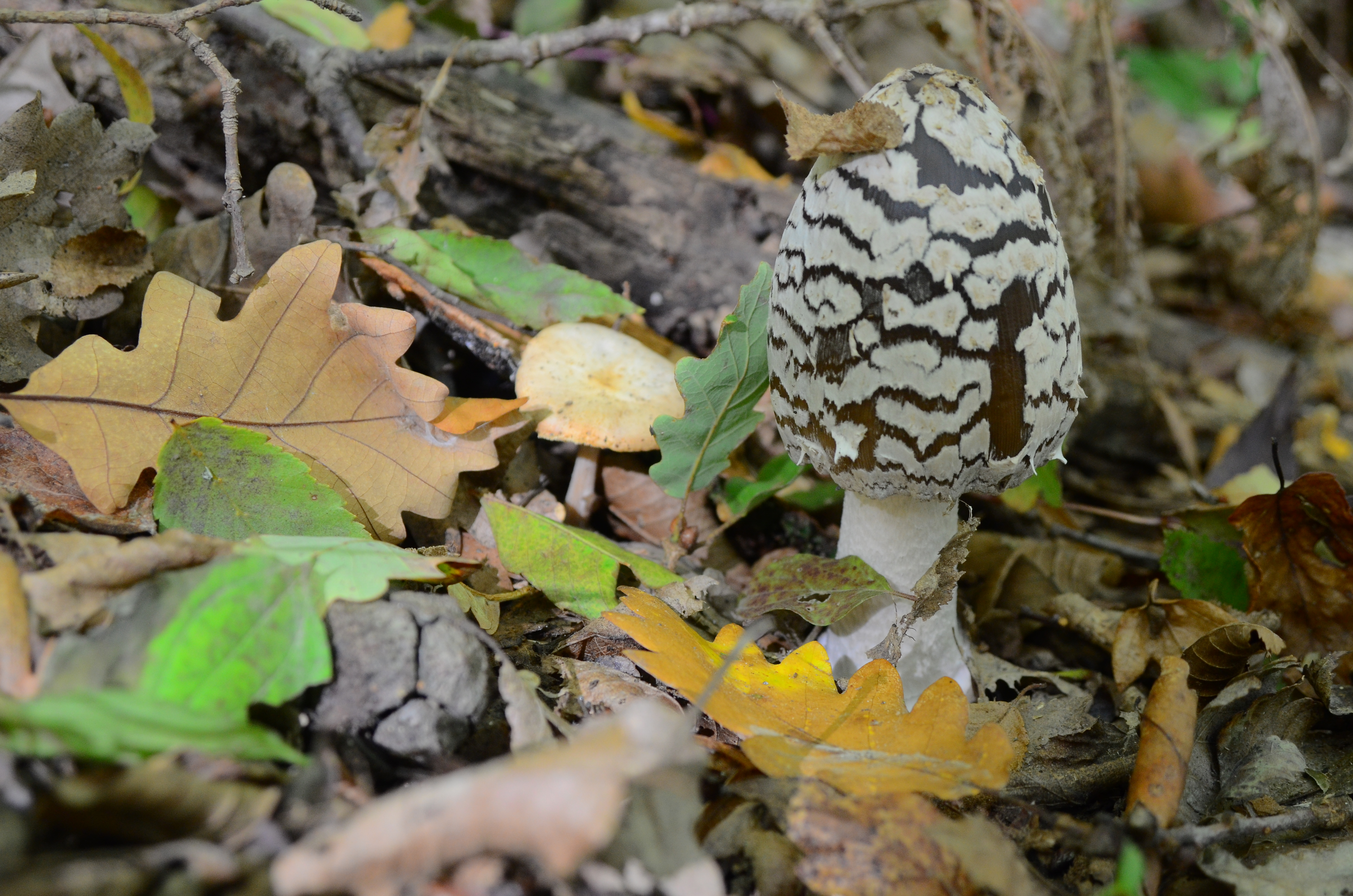
Coprinopsis picacea
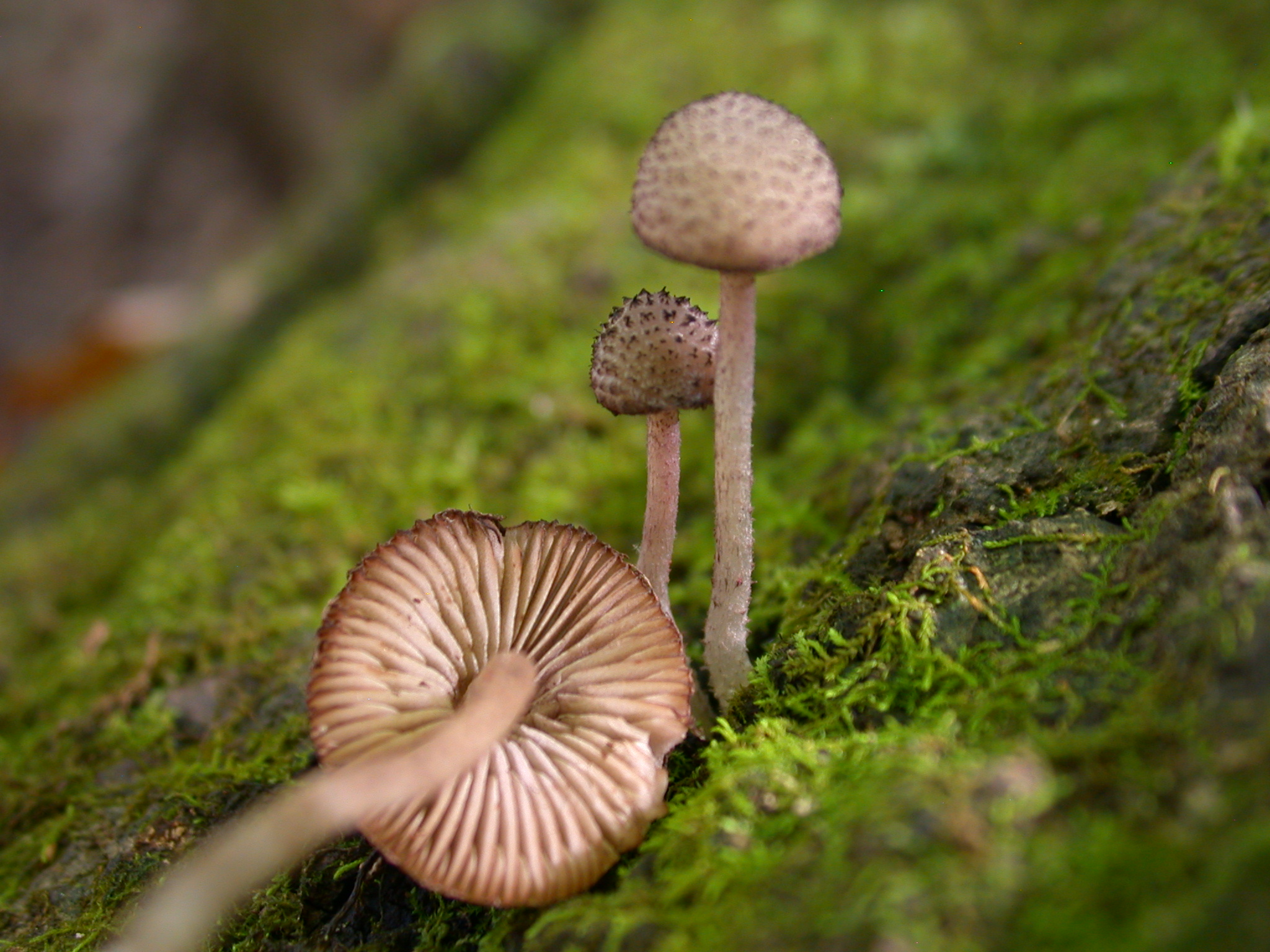
Cystoagaricus hirtosquamulosus
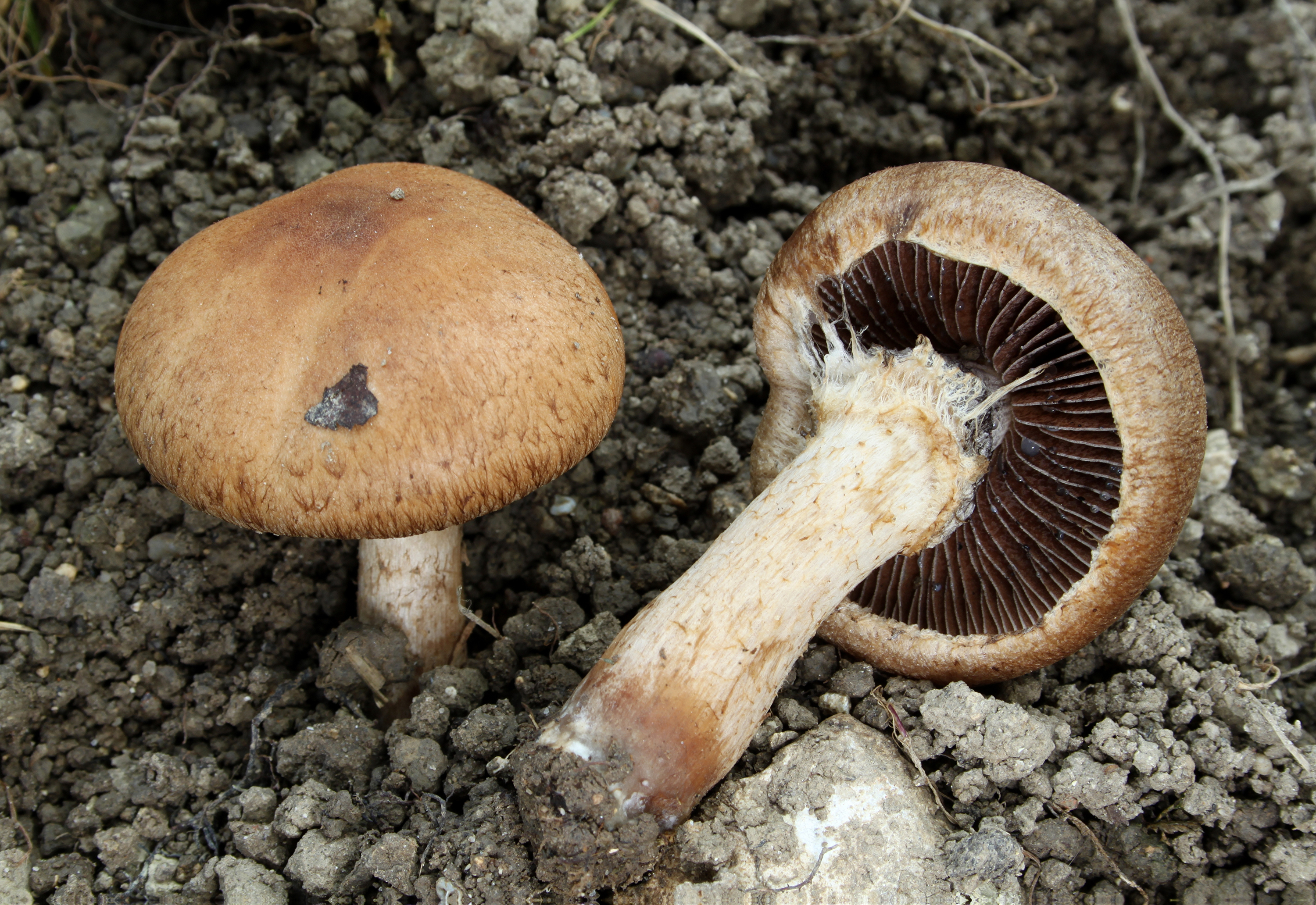
Lacrymaria lacrymabunda
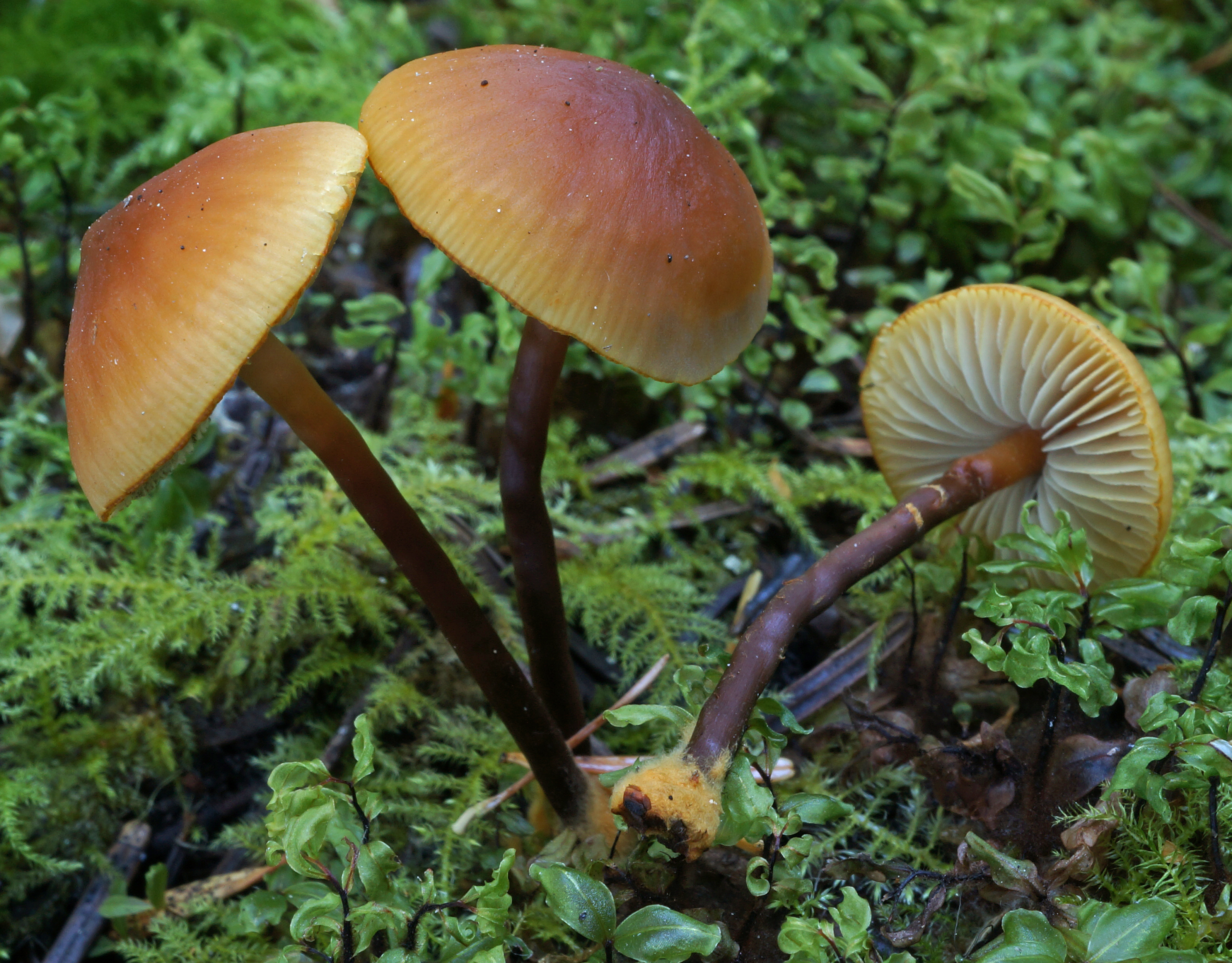
Mythicomyces corneipes
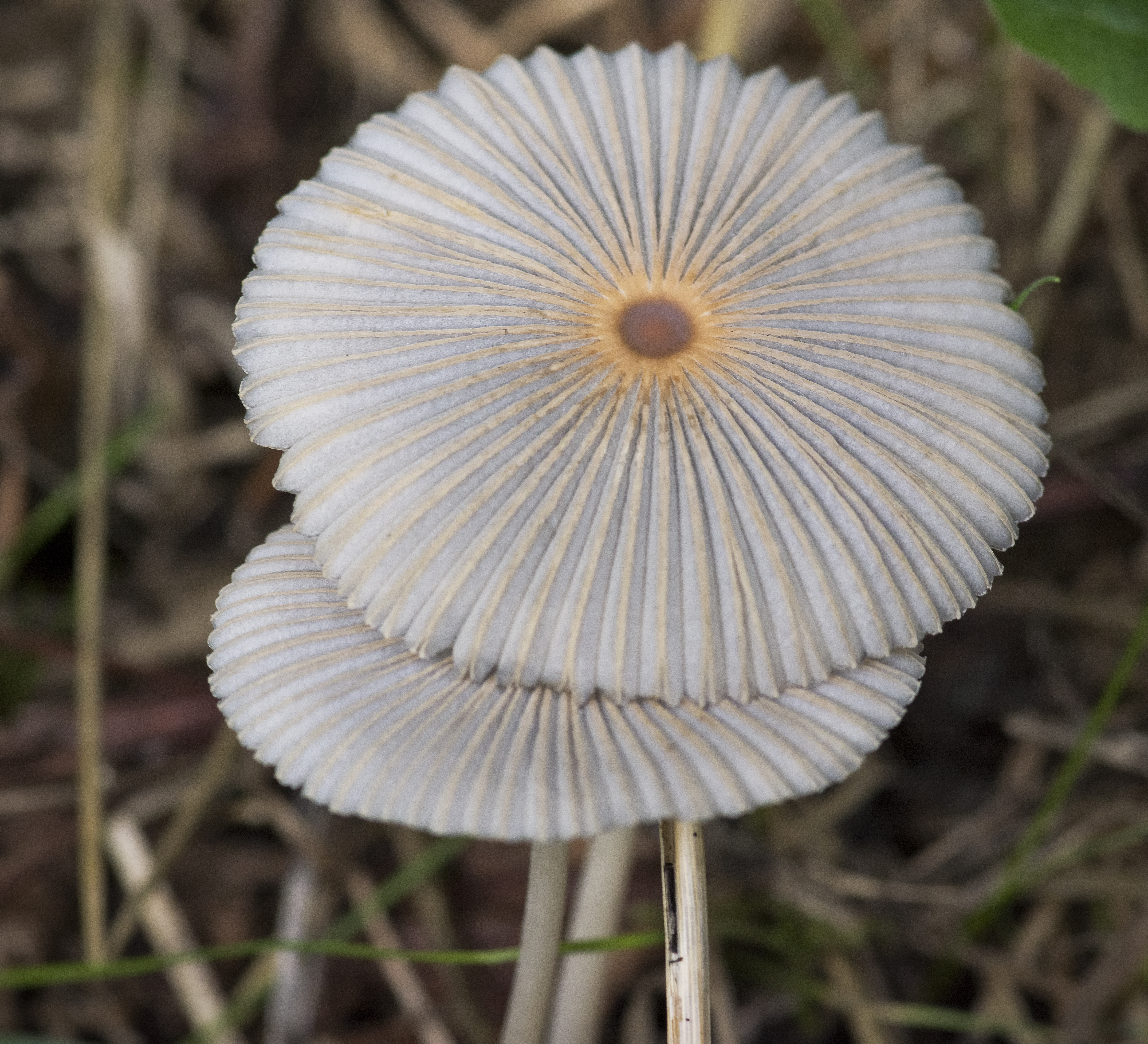
Parasola plicatilis
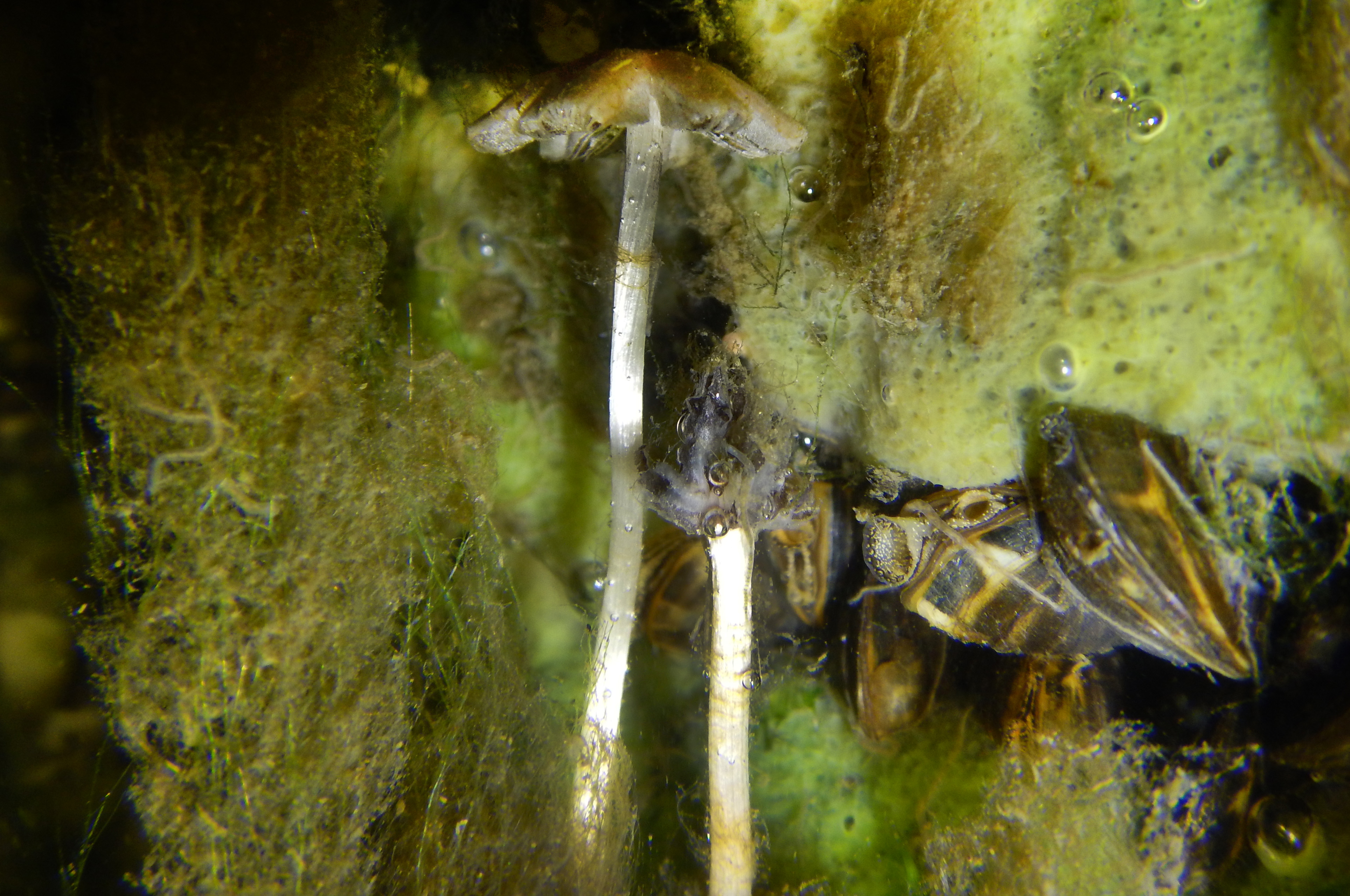
Psathyrella aquatica
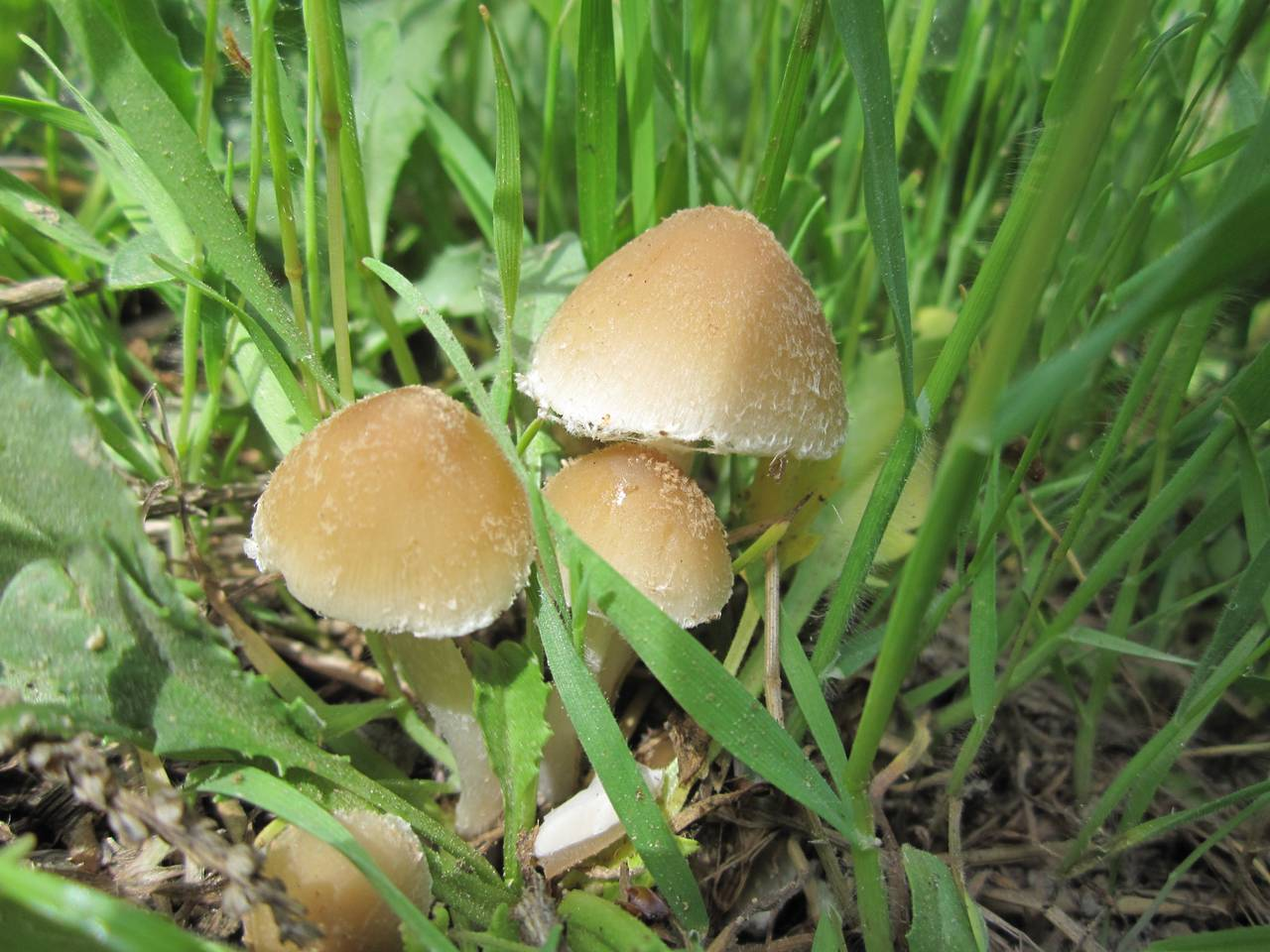
Psathyrella candolleana
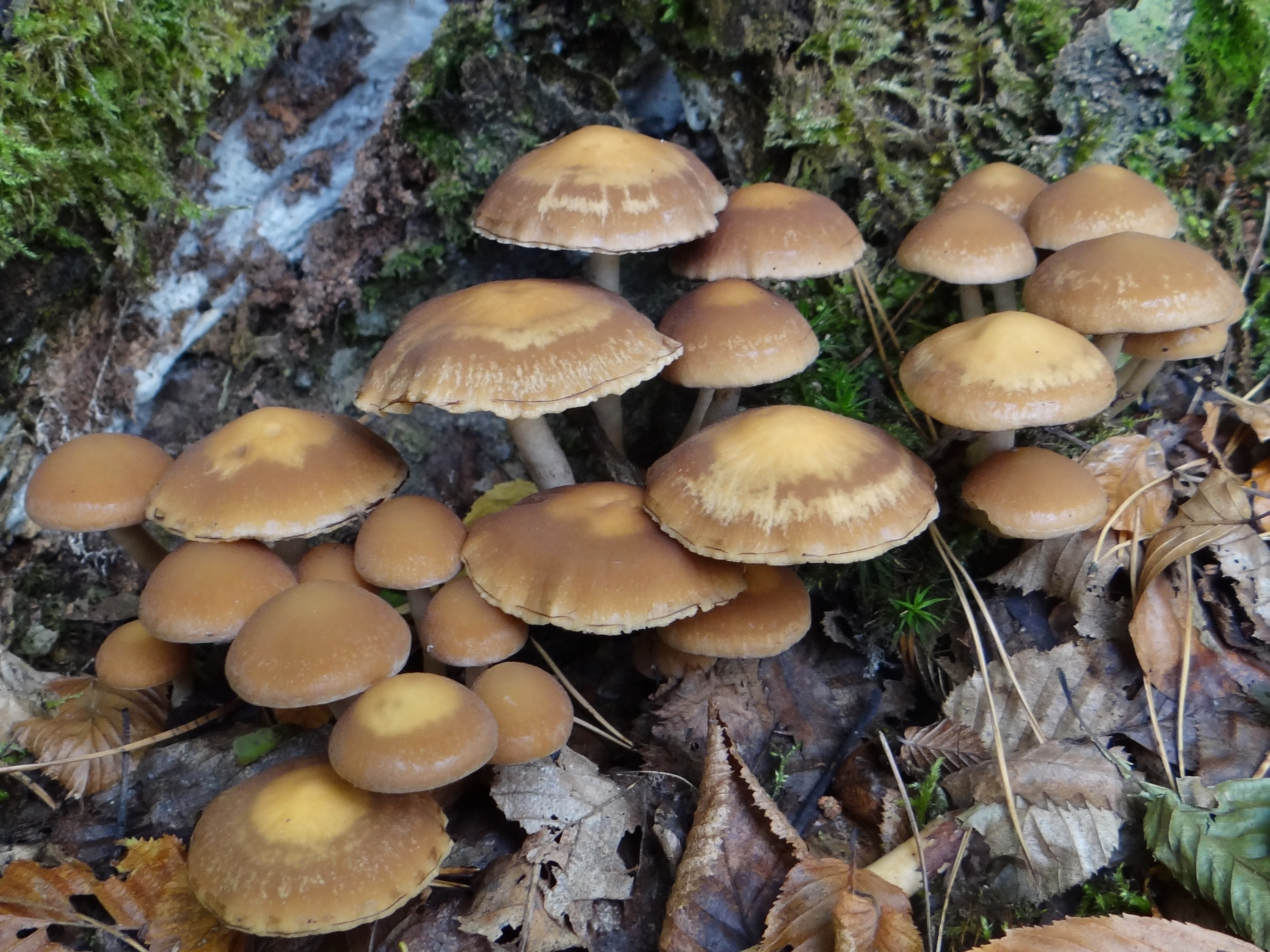
Psathyrella piluliformis